# ADO.NET
ADO.NETはマイクロソフトが提供する、.NET Frameworkで様々な形式のデータへアクセスする機能を提供するソフトウェアコンポーネントの集合である。

## 概要
従来のActiveX Data Objects (ADO) を.NET Framework環境で動作させるためのAPIとして提供された。ADOを機能強化したものではなく、.NET Frameworkのクラスライブラリの一部を構成する、全く新規なアーキテクチャに基づいた製品である。
従来のADOと比較した主な特徴は下記の通り。
- 非同期データセット - データベースから引き出したデータを、メモリ上に保存しておくことができる。高速な処理ができ、処理中にデータベースサーバと接続し続ける必要がない。
- XMLの採用 - ソフトウェア間でSOAPを利用し、データ転送形式にXMLを使用することにより、他の環境との親和性が高くなる。
- ADO.NET Data Provider - データベースやXMLなど複数の異なるデータソースに属するデータを共通のデータ表現で扱うことができる。

## 構成
ADO.NETは.NET Frameworkのクラスライブラリの一部であり、以下の2つの構成に区分される。
.NET データプロバイダ
データベースへの接続、SQL文の発行、検索結果の取得といった基本機能の提供
DataSetコレクション（非接続型クラス）
データベースから読み取ったデータをメモリ上に保持する仕組みの提供

## ADO.NET Data Provider
| データプロバイダ                        | 供給元                     | 備考                                               |
| --------------------------------------- | -------------------------- | -------------------------------------------------- |
| .NET Framework Data Provider for OLE DB | マイクロソフト（.NET同梱） | 汎用。サポートの打ち切りが進む。                   |
| .NET Framework Data Provider for ODBC   | マイクロソフト（.NET同梱） | 業界標準のインターフェイスで、WOSAのコンポーネント |
| .NET Framework Data Provider for Oracle | マイクロソフト（.NET同梱） | Oracle データ ソースに対応。                       |
| Oracle Data Provider for .NET           | オラクル                   |                                                    |
| ADO.NET Driver for MySQL                | MySQL                      |                                                    |

## 参考リンク
“ADO.NET”.  マイクロソフト. 2017年9月10日閲覧。